# Martin de Saint-André
Martin de Saint-André (mort le 2 mars 1546) est un ecclésiastique, évêque de Carcassonne de 1513 à 1546.

## Biographie
Après la mort de l'évêque Pierre d'Auxillon, le siège épiscopal de Carcassonne connaît une vacance de facto. Martin de Saint-André, fils de Pierre de Saint-André, « professeur ès lois », juge de la sénéchaussée de Carcassonne et premier président au parlement de Toulouse, est élu par quatre chanoines du chapitre et l'appui du roi Louis XII comme successeur de son parent qui lui avait d'ailleurs cédé sa commende de la collégiale Saint-Paul de Narbonne. Hugues de Voisins, un chanoine de Saint-Nazaire, obtient neuf suffrages lors de la même élection et le chapitre refuse de recevoir Martin de Saint-André malgré la pression royale. Un procès s'ensuit devant le parlement de Toulouse qui n'aboutit pas avant à la mort de Hugues de Voisins, le 16 décembre 1516. Le chapitre considérant le siège comme vacant élit alors le chanoine Jean de Basilhac, docteur en droit et conseiller au parlement. Il reçoit la confirmation du vicaire général de l'archevêque de Narbonne. Au parlement de Toulouse, le procureur du roi, ainsi que quatre chanoines et le doyen font appel en faveur de Martin de Saint-André. Le jugement final intervient en 1521, le pape Léon X et le roi François Ier finissent par imposer Martin de Saint-André qui prend possession le 22 juin 1522. 
Le nouvel évêque est un lettré à qui le jurisconsulte Pierre Rebuffi, docteur en droit à l'université de Montpellier, dédie un ouvrage. Il fait reconstruire le collège Saint-Raymond de Toulouse qui avait brûlé et il complète avec trois bourses pour des étudiants, les treize premières accordées par les fondateurs. 
Martin de Saint-André meurt en 1546. Il est inhumé devant le maître-autel de Saint-Nazaire.